# Lîpove, Talalaiivka
Lîpove (în ucraineană Липове) este localitatea de reședință a comunei Lîpove din raionul Talalaiivka, regiunea Cernihiv, Ucraina.

## Demografie
Componența lingvistică a localității Lîpove
     Ucraineană (97,93%)
     Rusă (1,96%)
Conform recensământului din 2001, majoritatea populației localității Lîpove era vorbitoare de ucraineană (97,93%), existând în minoritate și vorbitori de rusă (1,96%).